# Santa Bárbara (khu tự quản)
Santa Bárbara là một khu tự quản thuộc bang Monagas, Venezuela. Thủ phủ của khu tự quản Santa Bárbara đóng tại Santa Barbara. Khự tự quản Santa Bárbara có diện tích 352 km2, dân số theo điều tra dân số ngày 21 tháng 10 năm 2001 là 7709 người.